# 色西底乡
色西底乡，是中华人民共和国四川省甘孜藏族自治州甘孜县下辖的一个乡镇级行政单位。

## 行政区划
色西底乡下辖以下地区：
木西村、西龙卡村、亚卡巴村、德然亚书村、德然麻书村、色西亚书卡村、色西麻书卡村、珠巴村、尼隆村、则打村、曲卡龙村和甲衣村。